# Madison (Kansas)
Madison és una població dels Estats Units a l'estat de Kansas. Segons el cens del 2000 tenia 857 habitants.

## Demografia
Segons el cens del 2000, Madison tenia 857 habitants, 361 habitatges, i 225 famílies. La densitat de població era de 551,5 habitants/km².
Dels 361 habitatges en un 28,8% hi vivien nens de menys de 18 anys, en un 52,9% hi vivien parelles casades, en un 7,2% dones solteres, i en un 37,4% no eren unitats familiars. En el 34,3% dels habitatges hi vivien persones soles el 21,6% de les quals corresponia a persones de 65 anys o més que vivien soles. El nombre mitjà de persones vivint en cada habitatge era de 2,27 i el nombre mitjà de persones que vivien en cada família era de 2,93.
Per edats la població es repartia de la següent manera: un 23,9% tenia menys de 18 anys, un 6,7% entre 18 i 24, un 23,5% entre 25 i 44, un 22,9% de 45 a 60 i un 23,1% 65 anys o més.
L'edat mediana era de 41 anys. Per cada 100 dones de 18 o més anys hi havia 80,6 homes.
La renda mediana per habitatge era de 30.536 $ i la renda mediana per família de 40.125 $. Els homes tenien una renda mediana de 25.625 $ mentre que les dones 18.333 $. La renda per capita de la població era de 15.558 $. Entorn del 9,1% de les famílies i el 13,1% de la població estaven per davall del llindar de pobresa.

## Poblacions més properes
El següent diagrama mostra les poblacions més properes.